# Lampides elath
Lampides elath är en fjärilsart som beskrevs av Hans Fruhstorfer 1921. Lampides elath ingår i släktet Lampides och familjen juvelvingar. Inga underarter finns listade i Catalogue of Life.